# 印度河流列表

印度主要河流、湖泊

印度河流列表，列舉全部或部分流經印度的河流，並依流域的地理位置由東至西排序。支流則由河口至源頭排序。

## 注入孟加拉湾
- 加叻丹河：跨國河流，下游位於緬甸境內。
- 戈爾諾普利河：跨國河流，下游位於孟加拉國境內。

### 恆河流域
- 恆河
  - 梅克納河
    - 庫希亞拉河
      - 巴拉克河

    - 蘇爾瑪河（分流）
      - 巴拉克河

  - 賈木納河－布拉馬普特拉河－雅魯藏布江（左）
    - 提斯塔河
    - 蘇班西里河
    - 魯希特河（察隅河）

  - 默哈嫩達河（左）
  - 戈西河（左）
  - 布里根德格河（左）
  - 蓬蓬河（右）
  - 甘達基河（左）
  - 松河（右）
  - 加格拉河（上游尼泊爾河段稱為格爾納利河，左）
    - 夏達河

  - 戈默蒂河（左）
  - 塔穆薩河（右）
  - 亞穆納河（右） 
    - 貝特瓦河
    - 昌巴爾河
      - 巴納斯河

  - 拉姆根加河（左）
  - 帕吉勒提河（西源）
  - 阿勒格嫩達河（東源）

### 其他流域
- 蘇伯爾訥雷卡河
- 马哈纳迪河
- 哥达瓦里河
- 奎師那河
- 本內爾河
- 科佛里河

## 注入阿拉伯海
- 貝里亞爾河
- 柴利雅河
- 卡利納迪河
- 達布蒂河
- 纳巴达河
- 印度河
  - 潘季納德河
    - 奇纳布河
      - 拉維河
      - 杰赫勒姆河

    - 萨特莱杰河
      - 比亚斯河

  - 什約克河
  - 贊斯卡河